# Берге Јансен
Берге Јансен (дан. Børge Janssen; Копенхаген, 15. мај 1867. — Рим, 27. децембар 1933) био је дански књижевник и путописац.
Као ученик почео је да пише пјесме, романе и драме. Своју прву књигу издао је у својој двадесет и првој години. То је била збирка прича Мрак (1888). То је била збирка прича пуна туге и разочарања. Слиједио је период учитељевања и лутања по свијету. Иако га је пут водио по разним земљама Азије и Африке, нарочито га је привлачило Средоземље. Производ овог лутања су бројни чланци које је слао разним часописима, као и двије књиге: Шпанска ноћ (1898) и Фатме (1900). У њима је живописно дао природу и живот људи из тих, њему далеких, земаља. Тек изласком књиге Дјевица из Луцеа 1902. године он је пронашао свој прави жанр - забавно-културно-историјски роман. Желио је да из заборава извуче магију и колорит несталог времена.
Био је веома продуктиван писац. Његове књиге су доживјеле бројна издања, што свједочи о његовој великој популарности у то доба. Његова најпознатија дјела су: Краљевска мислост (1905), Кристина од Данске (1908), Кристина од Милана (1909) и Кристина од Лотингена (1912). Новине Кристелиг дагблад су о њему писале да пише историјске романе као нико код њих у земљи. Новине Дагбладет су о њему писале: "Писац је развио историјски роман до свог савршебства... Он посједује и историјско знање и пјесничко умјече. Са ријетком лакоћом од успјева да уђе у давно нестали свијет мисли и осјећања."

На српски језик је 2006. године преведена његова путописна књига Небо Црне Горе . У њој, између осталога цитира једног од житеља тадашње Црне Горе: 
...сви су против нас, велике силе немају симпатије за нашу малу, сиромашну земљу од 400.000 сиромашних душа, и једина снага коју имамо, једина морална подршка је то што сви Срби из Далмације, Босне, Херцеговине, Хрватске и Србије стоје на нашој страни у борби за наше национално власништво.
 Црну Гору је посјетио пред Први свјетски рат. 